# Шмидхубер, Арон
Арон Шмидхубер (род. 28 февраля 1947, Оттобрунн, Германия) — немецкий футбольный арбитр. Рефери ФИФА.

## Карьера
Шмидхубер с 1980 года провёл 143 игр бундеслиги, а также 26 матчей в качестве Рефери ФИФА. В 1990 году на Кубке мира в Италии, он, в качестве главного арбитра, провел две игры (Англия — Ирландия 1:1, Испания — Югославия 1:2 д.в.), на чемпионате Европы в Швеции в 1992 году, он был главным судьей игры Дания — Швеция. На этих турнирах Шмидхубер не мог судить другие игры, так как немецкая сборная была в финале обоих турниров, что сделало невозможным работу немецких судей в играх плей-офф. Кроме этого, Шмидхубер провел на этих турнирах по одной игре как судья на линии.
Арон Шмидхубер привел более 100 международных игр — в том числе, финал Кубка европейских чемпионов 1991/92 между «Барселоной» и «Сампдорией» на стадионе «Уэмбли» в Лондоне, ответный матч финала Кубка УЕФА в 1990 году («Фиорентина» против «Ювентуса»), финал Суперкубка УЕФА («Порту» против «Аякса») в 1987 году.

## Награды
- Обладатель приза «Арбитр года в Германии»: сезоны 1987, 1991 и 1992
- Обладатель приза «Арбитр года» по версии IFFHS: 1992

В настоящее время работает в качестве наблюдателя УЕФА в Лиге чемпионов и Лиге Европы.